# Musculus quadratus femoris
De musculus quadratus femoris of vierzijdige dijspier  is een diepgelegen dijspier. Hij heeft een vierkante vorm, vandaar de Latijnse benaming 'quadratus'.
Hij bevindt zich aan de achterzijde van het heupgewricht, diep ten opzichte van de bilspieren en de hamstrings.
Vaak is er een bursa aanwezig tussen deze spier en de trochanter minor van het femur.
Deze spier kan soms ontbreken, hij is dan versmolten met de musculus adductor magnus.

## Werking en co-contracties
Hij doet bij contractie een exorotatie en een adductie van het femur, maar hij werkt eveneens mee ter stabilisatie van de femurkop in het acetabulum.
Deze spier werkt samen met de musculus obturatorius internus, de musculus obturatorius externus, de musculus piriformis, de musculus gemellus superior en de musculus gemellus inferior om een exorotatiebeweging van het dijbeen te bewerkstelligen.  Wanneer er vanuit een flexie in de heup, een exorotatie wordt uitgevoerd, zullen eveneens de musculus sartorius, de musculus psoas major, de musculus glutaeus maximus en de achterste vezels van de musculus glutaeus medius een bijdrage leveren.

## Verloop
- Origo: margo lateralis van het tuber ischiadicum
- Insertie: achterzijde van het femur: vanaf crista mesotrochanteria tot aan tuberositas glutaea
- Functie: exorotatie en adductie van het femur, stabilisatie van het heupgewricht
- Innervatie: nervus musculi quadrati femoris, een tak van de nervus ischiadicus (plexus sacralis)

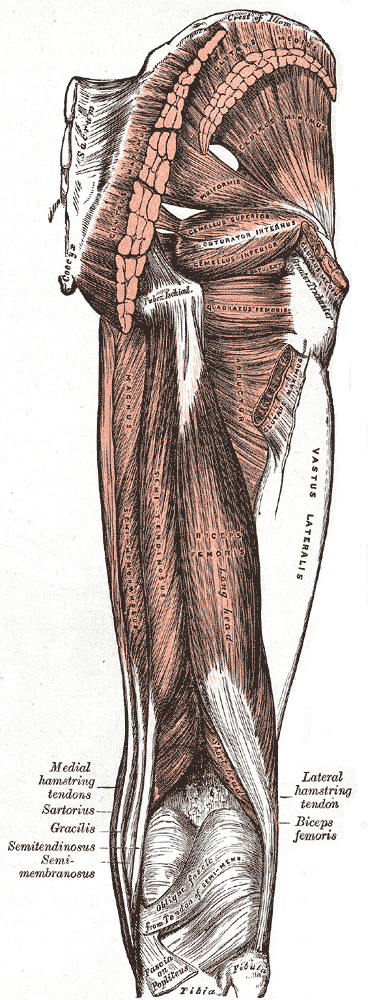
Dorsale spieren van de dij
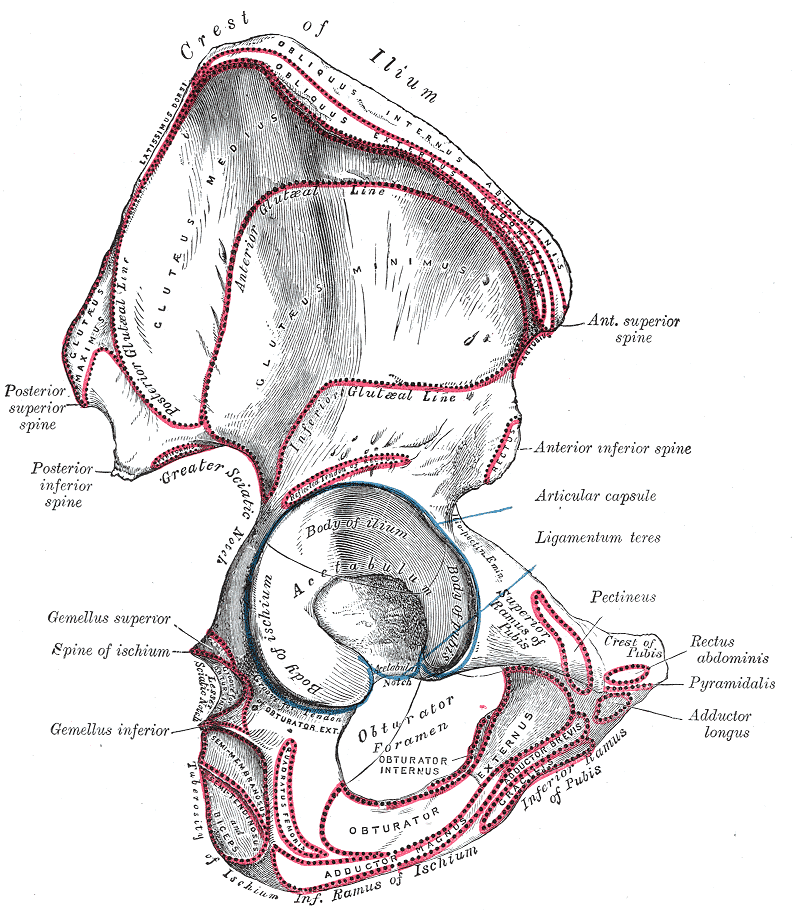
Aanhechtingsplaats van de musculus quadratus femoris op het tuber ischiadicum